# The Real Thing (Faith-No-More-Album)
The Real Thing ist das dritte Studioalbum der US-amerikanischen Rockband Faith No More. Es wurde im Juni 1989 veröffentlicht und 1990 für den Grammy Award for Best Metal Performance nominiert.

## Hintergrund
Auf diesem Album ist erstmals Mike Patton als Sänger dabei, und die Band konnte mit dem Stück Epic ihren ersten großen Hit landen. Es gab fünf Singleauskopplungen sowie ein Livealbum.
Das Album entstand im Winter 1988/1989 und Neuzugang Patton arbeitete in nur zwei Wochen den Gesang ein. Die Mischung war damals noch sehr neu, da von hartem Metal-Sound bis hin zu Soul eine große Bandbreite geboten wird. Wegweisend hierbei ist der Hitsong Epic, bei dem verzerrte Gitarren auf Rap-Gesang treffen, was als erster Crossover-Hit (abgesehen von Run-DMC mit Walk This Way) in die Geschichte der Popmusik einging. Zudem erregte das Video bei Tierschützern aufsehen, da während des Klavier-Outros ein Fisch zu sehen war, der im Trockenen zu verenden droht.
Die Cover-Version War Pigs, ein Antikriegslied, das ursprünglich von Black Sabbath geschrieben wurde, brachte Faith No More bei Metal-Fans trotz der genreuntypischen Funk-Grooves einen Sympathie-Bonus ein. Allerdings ist der Song auf der Original-LP von 1989 nicht enthalten, auf der CD aus demselben Jahr jedoch schon.

## Rezeption
Im Magazin Rock Hard empfahl Wolfgang Schäfer The Real Thing all jenen, die „endlich etwas Neues hören“ wollten und bezeichnete das Album als „Attacke gegen eingefrorene, klischeebehaftete und von Vorurteilen übersäte Musikgewohnheiten“. Er vergab neun von zehn Punkten. 2007 setzte die Redaktion des Magazins The Real Thing auf den 63. Platz ihrer 500 Alben umfassenden Bestenliste. Matthias Breusch bezeichnete es als „das letzte, größte und erfolgreichste Crossover-Experiment jenseits der Chili Peppers, bevor die Ära der Retro-Wellen das Kommando übernahm.“ Der Mix aus Melodien, Rhythmus und Mike Pattons Gesang sei „einzigartig“ gewesen.

## Titelliste
1. From Out of Nowhere
2. Epic
3. Falling to Pieces
4. Surprise! You’re Dead!
5. Zombie Eaters
6. The Real Thing
7. Underwater Love
8. The Morning After
9. Woodpecker from Mars
10. War Pigs
11. Edge of the World

## Singleauskopplungen
- From Out of Nowhere
- Epic
- Falling to Pieces
- Surprise! You’re Dead!
- Underwater Love